# Rifugio Casinei
Il rifugio Casinei è un rifugio alpino situato nella sezione occidentale delle Dolomiti di Brenta, sul versante di Madonna di Campiglio, a quota 1.825 m s.l.m. nel comune di Tre Ville (TN).

## Storia
Inaugurato nel 1909, dispone attualmente di ristorante e di 60 posti letto (in estate). Prevede un'apertura completa dal 10 giugno agli inizi di ottobre.

## Accessi
Il rifugio si trova in una posizione intermedia tra Vallesinella e il Rifugio Brentei.
Da Madonna di Campiglio a Vallesinella in estate funziona un servizio navetta: la strada è percorribile alle auto prima delle 7 e dopo le 19.

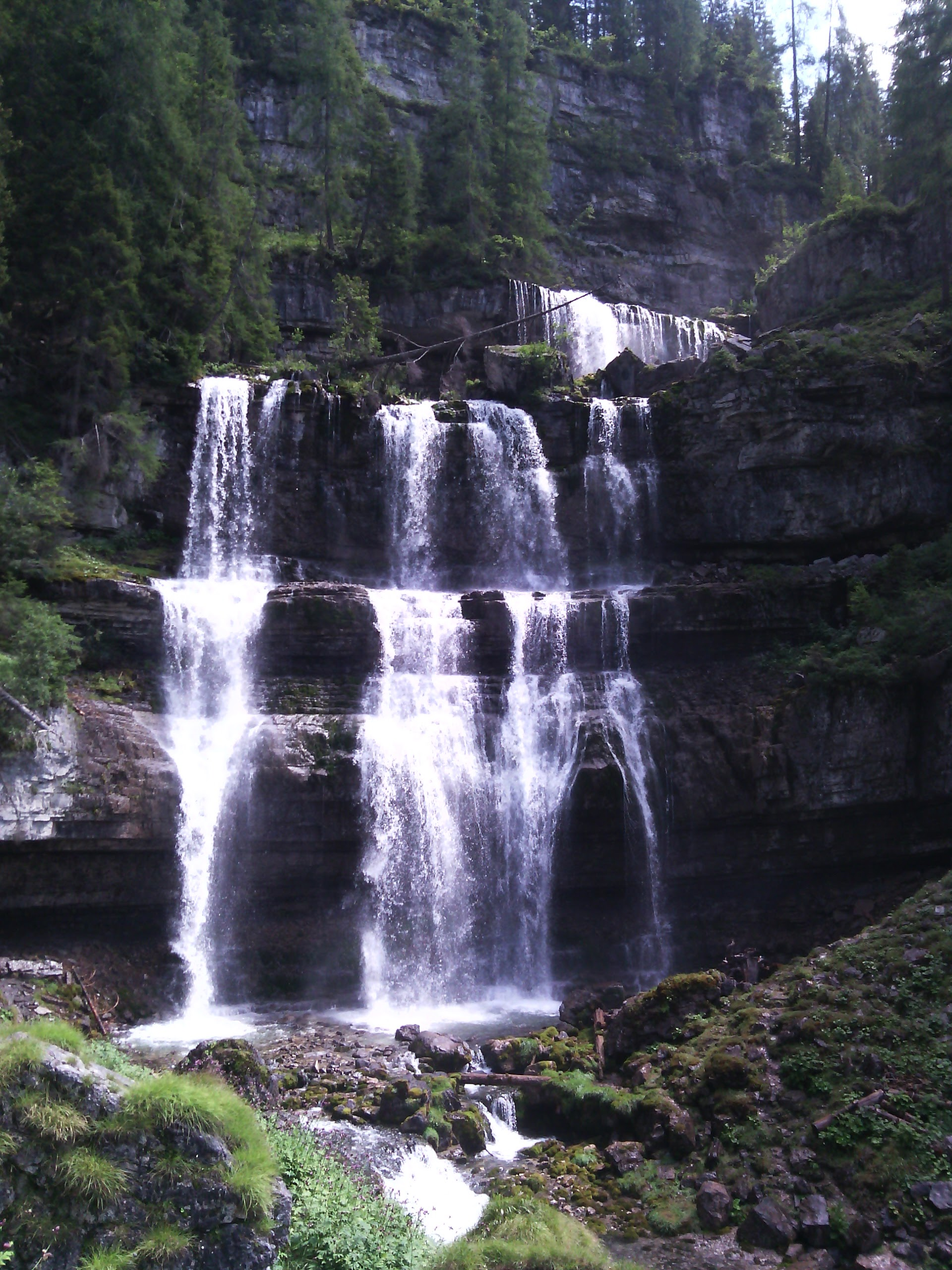
Cascate di Mezzo di Vallesinella

## Escursioni
- Alle cascate alte di Vallesinella (circa 40 minuti di cammino).
- Al Rifugio Brentei (circa 1,30 ore di cammino).
- Al Rifugio Alimonta (circa 2 e 30 ore di cammino).
- Al Rifugio Tuckett (circa 1 ora di cammino).
- Al Rifugio Graffer al Grostè (circa 2 ore di cammino).